# Sukcese příznaků
Sukcese příznaků je termín používaný při symptomatické diagnóze v ochraně rostlin. Sukcese příznaků je vyjádřena změnami příznaků v čase. Příznak choroby nebo poškození rostliny vypadá v každém stádiu resp. čase jinak. Příznaky mohou být primární nebo sekundární, lokální či systémové, nebo hlavní a vedlejší. Primárními příznaky se míní ty, které se projevují na místě průniku patogena do rostliny, na místě poškození rostliny – sekundární jsou pak ty, které se projevují jinde na rostlině než na místě, kde došlo k interakci s patogenem. V případě lokálních symptomů se pak jedná o ty, které se projevují v místě napadení. V praxi se může jednat, například o žír brouků a larev mandelinky bramborové (Leptinotarsa decemlineata) na listech brambor, či dírkování týchž listů způsobené dřepčíkem bramborovým (Psylliodes affinis). Systémové symptomy se naopak projevují na celé rostlině. Příkladem může být háďátko bramborové (Globodera rostochiensis) jehož sání způsobuje celkovou zakrslost rostliny. Konečně hlavní symptomy jsou ty které se projevují vždy a jsou pro patogena nebo poškození specifické, kdežto vedlejší jsou ty, se kterými se setkáváme občasně a může za nimi stát více druhů patogenů – ať už současně, tedy v jednom čase, nebo zvlášť.